# Binnenstad zuid
De Binnenstad zuid is een van de 10 districten (wijken) van de Nederlandse stad Leiden. De wijk had op 1 januari 2023 8.565 inwoners.

## Geografie
De Binnenstad zuid is het historische centrum van de stad en bestaat uit Pieterswijk, Academiewijk, Levendaal-west en Levendaal-oost. Dit district kent zeer veel rijksmonumenten en andere bezienswaardigheden en trekt de meeste bezoekers van buiten de stad.